# ثيليا في المدرسة
ثيليا في المدرسة (بالإسبانية: Celia en el colegio)‏ هو الكتاب الثاني في سلسلة ثيليا التي أنشأتها الكاتبة الإسبانية إلينا فورتون عام 1928، بعد إصدار الجزء الأول ثيليا: ماذا تقول Celia lo que dice في عام 1929.
تُعد السلسلة اليوم نموذجاً كلاسيكيًا في أدب الأطفال الإسباني، حيث تسلط الضوء على حياة الطفلة ثيليا جالفيث دي مولتانبان البالغة من العمر سبع سنوات، وتتناول كيفية مواجهتها لمختلف المواقف التي تؤثر عليها خلال رحلتها في الطفولة والمراهقة.عكست شخصية ثيليا ومغامراتها المجتمع الحالي في إسبانيا خلال ثلاثينيات القرن العشرين، تحت تهديد وصول الحرب الأهلية الإسبانية ومشاكل أخرى.
اكتسبت شخصية ثيليا شهرة واسعة بفضل أسلوبها الذكي في التساؤل عن العالم من حولها، خاصة فيما يتعلق بعالم الكبار، مما جعلها شخصية محبوبة لدى القراء. وعلى الرغم من أن السلسلة كانت موجهة في البداية لتسلية الفتيات، إلا أنها حظيت بشعبية بين الأطفال من كلا الجنسين بمرور الوقت.
في عام 1993، حول المخرج الإسباني خوسيه لويس بوراو الأجزاء الثلاثة الأولى من السلسلة (ثيليا، ماذا تقول، ثيليا في المدرسة، وثيليا الروائية) إلى مسلسل تلفزيوني من ست حلقات، جسدت فيه الممثلة كريستينا كروث مينجيث دور ثيليا.

## قصة العمل
يواصل هذا الجزء مغامرات ثيليا التي بدأت في رواية ثيليا، ماذا تقول. يتم اصطحاب ثيليا إلى دير لتلقي تعليمها على يد الراهبات، وهو القرار الذي يحزن والدها بشدة، نظرًا لعدم تفضيله للراهبات،لكنه لم يجد بديلاً آخر. في البداية، لم تكن ثيليا سعيدة بهذا التغيير الكبير في حياتها؛ فهي تفتقد عائلتها وهي علي يقين أن والدها يفتقدها أكثر منها. إلا أن والدها يطمئنها بأنه يفضل أن تبقى في المدرسة لبعض الوقت، رغم اشتياقه لها.
وبعد سماع ذلك، تتوقف ثيليا عن القلق بشأن والدها وتعرف أنه بخير، وتبدأ استعدادها لخوض مغامرات جديدة مع صديقاتها والراهبات. تواجه الراهبات صعوبة كبيرة في التعامل مع ثيليا؛ إنهم يريدون تعليمها كيفية التصرف، بينما تحاول ثيليا أن تكون فتاة مهذبة، لكن كلا الجانبين يفشل في تحقيق هدفه. من بين مشاغبات سيليا، تسلقها برجًا عاليًا،ركوبها في عربة بائع البيض، ولعبها مع مجموعة من الأطفال الشوارع المشردين، وهو ما يعد مخالفًا تمامًا لقواعد الدير.
مع اقتراب فصل الصيف، تتلقى ثيليا دعوة للمشاركة في عرض نهاية العام، إلا أن الأمور تنتهي بكارثة كما هو متوقع. تزورها دونا بنيتا، صديقتها المقربة، وتأخذها لقضاء بضعة أيام معها. تزوران معًا السيرك وتقضيان وقتًا ممتعًا.
يُهدي والد ثيليا ابنته دفترًا آملاً أن تكتب فيه القصص التي تخطر ببالها، حيث يبدو أن الجميع يعرفونها جيداً. بمجرد عودة ثيليا إلى المدرسة تواصل مشاغباتها، لكن إحدى الفتيات تنتقم منها بسبب إحدى تصرفاتها الطائشة، فتُلقي الدفتر الذي بدأت الكتابة فيه داخل بئر.
لم تتوقف مغامرات ثيليا الخيالية عند هذا الحد، إذ تروي تلك المغامرات في الجزء التالي من السلسلة ثيليا الروائية. يسافر والداها إلى باريس، بينما يُصرّ عمها رودريغو، الذي لا يحتمل الراهبات على إخراجها من الدير والعيش معه في منزله في مدريد.

## روابط خارجية
- صفحة الويب المخصصة ل إلينا فورتون والتي تشتمل على سيرتها الذاتية، حياتها، أعمالها، وبعض الصور [1]Elena Fortún: Su vida, su obra
- سيليا على قاعدة بيانات الأفلام على الإنترنت (باللغة الإنجليزية) Celia en Internet Movie Database (en inglés).

1. ↑  lena Fortún: Su vida, su obra